# Niphobleta variegata
Niphobleta variegata är en skalbaggsart som beskrevs av Moser 1907. Niphobleta variegata ingår i släktet Niphobleta och familjen Cetoniidae. Inga underarter finns listade i Catalogue of Life.